# Ode-symphonie
Une ode-symphonie est une composition instrumentale et vocale savante, de proportions généralement vastes, comprenant plusieurs tableaux et faisant appel aux ressources de l'orchestre symphonique et de la voix,.

## Œuvres célèbres
- Félicien David (1810-1876)
  - Le Désert, exécutée pour la première dans la salle des Concerts du Conservatoire le 8 décembre 1844[3].
  - Christophe Colomb (David) (1847)
- Jean-Baptiste Weckerlin
  - Les poèmes de la mer, ode-symphonie pour solo, chœur, et orchestre (1860)
  - L'Aurore et Paix, charité, grandeur, ode-symphonie (1866)
- Claude Debussy
  - Zuleima (d’après un texte d’Heinrich Heine, sur un livret de Georges Boyer (1850-1931), composée à  la villa Medicis (1885).
- Augusta Holmès
  - Ludus pro patria, ode symphonique pour chœur et orchestre (1888).
  - [[Ernest Reyer]] Le Sélam, (ode symphonique pour soprano, ténor, baryton, chœur et orchestre, Paris, 5 avril 1850).
  - [[Georges Bizet]] Vasco de Gama, ode-symphonie (1859-60)